# Джошуа Гассан
Сер Джошуа Абрагам Гассан (англ. Joshua Abraham Hassan; 21 серпня 1915, Гібралтар, Велика Британія — 1 липня 1997, Гібралтар, Велика Британія) — державний діяч Гібралтару, був мером та першим головним міністром Гібралтару.

## Життєпис
Джошуа Гассан народився 21 серпня 1915 року в Гібралтарі, заморській території Великої Британії, у сефардській єврейській родині крамаря тканинами, яка походила з Марокко та Менорки. Навчався у Міддл Темплі. З 1939 року займався адвокатською практикою в Англії та Уельсі. Під час Другої світової війни служив навідником гармати в Гібралтарі.
У 1948 році обраний президентом «Асоціації сприяння розвитку громадянських прав у Гібралтарі» (AACR),
Був мером Гібралтару у 1945-1950 та 1953-1969 роках.  У 1950-1964 роках був членом Виконавчої ради Гібралтару.
Джошуа Гассан був першим головним міністром Гібралтару у 1964-1969 році, вдруге — 1972-1978 роках.
Був послідовним противником виходу Гібралтару з-під юрисдикції Британської корони та переходу під управління Іспанії.
У 1968 році став одним з членів Конституційної наради, яка підготувала проект першої Конституції Гібралтару та яка вводила повне внутрішнє самоврядування.
У 1963 році королева Єлизавета II присвоїла Джошуа Гассану лицарське звання.
Джошуа Гассан був успішним адвокатом. Він заснував Міжнародну юридичну фірму, яка в даний час є найбільшою у Гібралтарі.
Помер Джошуа Гассан у сні 1 липня 1997 року в лікарні св. Бернарда.

## Особисте життя
У 1945 році Джошуа Гассан одружився з Даніелою Салазар, іспанською за походженням. У шлюбі з якою мав двох дочок. Розлучився у 1969 році. У 1969 році вдруге одружився з Марселою Бенсімон, марокканською єврейкою, з якою він мав дві дочки.

## Вшанування пам'яті
30 серпня 2016 року була випущена нова банкнота Гібралтару номіналом 100 фунтів. Банкнота увійшла в обіг у другій половині 2016 року. Банкнота присвячена ювілею Джошуа Гассана, про що свідчить напис — «100 років від дня народження Джошуа Гассана».